# Плахов Руслан Миколайович
Русла́н Микола́йович Плахов (позивний — Кашмар; 17 серпня 1976, м. Шепетівка, Хмельницька область — 30 жовтня 2022, під м. Сватове, Луганська область) — український військовослужбовець, штаб-сержант 80 ОДШБр Збройних сил України, учасник російсько-української війни. Повний кавалер ордена «За мужність» (2022).

## Життєпис
Руслан Плахов народився 17 серпня 1976 року в місті Шепетівка, нині Шепетівської громади Шепетівського району Хмельницької области України.
Навчався в Шепетівській загальноосвітній школі № 6.
Після проходження строкової служби працював контролером у КП «Ринок».
З початком російської агресії у 2014 році став на захист України. Штаб-сержант 6-ї десантно-штурмової роти 2-го десантно-штурмового батальйону 80-ї окремої десантно-штурмової бригади. Брав участь в боях за Луганський аеропорт, Щастя, Гостомельський аеропорт, Ірпінь, Ізюм. Загинув 30 жовтня 2022 року під час виконання бойового завдання біля міста Сватове на Луганщині разом з командиром.
Похований 4 листопада 2022 року в родинному місті.

## Нагороди
- орден «За мужність» I ступеня (23 грудня 2022, посмертно) — за особисту мужність і самовідданість, виявлені у захисті державного суверенітету та територіальної цілісності України, вірність військовій присязі[1];
- орден «За мужність» II ступеня (4 серпня 2022) — за особисту мужність і самовіддані дії, виявлені у захисті державного суверенітету та територіальної цілісності України, вірність військовій присязі[2];
- орден «За мужність» III ступеня (12 березня 2022) — за особисту мужність і самовіддані дії, виявлені у захисті державного суверенітету та територіальної цілісності України, вірність військовій присязі[3].